# 波羅的海國家的國體連續性
波罗的海国家的国體连续性描述了波罗的海国家（拉脱维亚、立陶宛和爱沙尼亚）在1940年至1991年处于苏联统治和德国占领下时作为国际法下的法律实体的连续性。目前普遍接受的观点是波罗的海遭到非法占领，而苏联的行动被认为是违反了一般的国际法，特别是违反了苏联和波罗的海国家之间的双边条约。
这种法律上的连续性得到了大多数西方国家的认可，并反映在他们的国家实践中。《威爾斯宣言》應用了史汀生主義，該主義提到国际社会的一个重要組成部分拒绝正式批准苏联的征服。而波罗的海人民对苏维埃政权的抵抗，以及流亡中基本国家机关的不间断运作，都支持其主权从未转移到苏联的法律立场，因此，波罗的海国家继续作为国际法的主体存在。